# كات هيلبرت
كات هلبرت (بالإنجليزية: Cat Hulbert)‏ هي مُقامرة أمريكية محترفة متقاعدة. تعتبر كاتي واحدة من أولى الشخصيات النسائية المتخصصة في ألعاب الكروت. أعطت مجلة لاعبي الكروت - Card Player كاتي لقب واحدة من أفضل لاعبي البطاقات السبعة في العالم عام 1996.

## حياتهاالشخصية
وُلدت هلبرت في عام 1950، وهي واحد من ستة أطفال لسائق شاحنة وممرضة. تركت هلبرت المدرسة في سن الخامسة عشرة والتحقت بالكلية. أبدت كاتي للمرة الأولى اهتمامًا بالمقامرة عندما دخلت هذا المجال كمساعدة لزعيم الأقلية في مجلس الشيوخ في ولاية نيويورك، وأخذت دورة في لعب لعبة بلاك جاك ، وفي عام 1977، في سن ال 25، انتقلت كاتي إلى لاس فيغاس.
أصبحت كاتي واحدة من أبرز اللاعبات المحترفات لألعاب الكروت، كما أصبحت عضو في فريق تشيكوسلوفاكيا، ورفيقة لكين أوستون. انتقلت كاتي بعد ذلك إلى نادي البطاقات وواعدت ديفيد هايدن. في عام 1996، صنفتها مجلة كارد بلاير كواحدة من أفضل لاعبي البطاقات السبعة في العالم، وهي المرأة الوحيدة في القائمة. وصفتها شبكة Game Show بأنها «أفضل مقامرة على الأرض». أعطت كاتي دروس في لعبة البوكر للنساء.
عند فترة من حياتها، وظفت هولبرت أناس فوق سن السبعين لإدارة ماكينات القمار في الكازينو الخاص بها.
في عام 2016، تم تصنيفها كواحدة من ال100 امرأة المُدرجات في قائمة في بي بي سي.

## حياتها الشخصية
تم تشخيص هولبرت باضطراب ثنائي القطب في عام 1990. تزوجت كاتي مرتين، وانتهت كلا الزيجتين بالطلاق. منذ صراعها مع السرطان، تقاعدت كاتي من مهنتها كمقامرة وعملت كمستشارة لصالات القمار عبر الإنترنت.